# Xenoclystia phaeoloma
Xenoclystia phaeoloma är en fjärilsart som beskrevs av Louis Beethoven Prout 1926. Xenoclystia phaeoloma ingår i släktet Xenoclystia och familjen mätare. Inga underarter finns listade i Catalogue of Life.